# Mordella argenteonotata
Mordella argenteonotata es una especie de coleóptero de la familia Mordellidae.

## Distribución geográfica
Habita en Brasil.